# 碱厂镇
碱厂镇，是中华人民共和国辽宁省本溪市本溪满族自治县下辖的一个乡镇级行政单位，其前身为清朝时期隶属于盛京驻防八旗的碱厂边门（穆麟德轉寫：giyamucan jase）的一部分。

## 行政区划
碱厂镇下辖以下地区：
镇西社区、镇东社区、碱厂村、赵家堡村、黄卜村、胡家堡村、王家崴子村、台山村、长咀村、民主村、化皮峪村、兰河峪村、城门村、碱厂工业园区社区和本溪县农牧场。